# Sarmatism

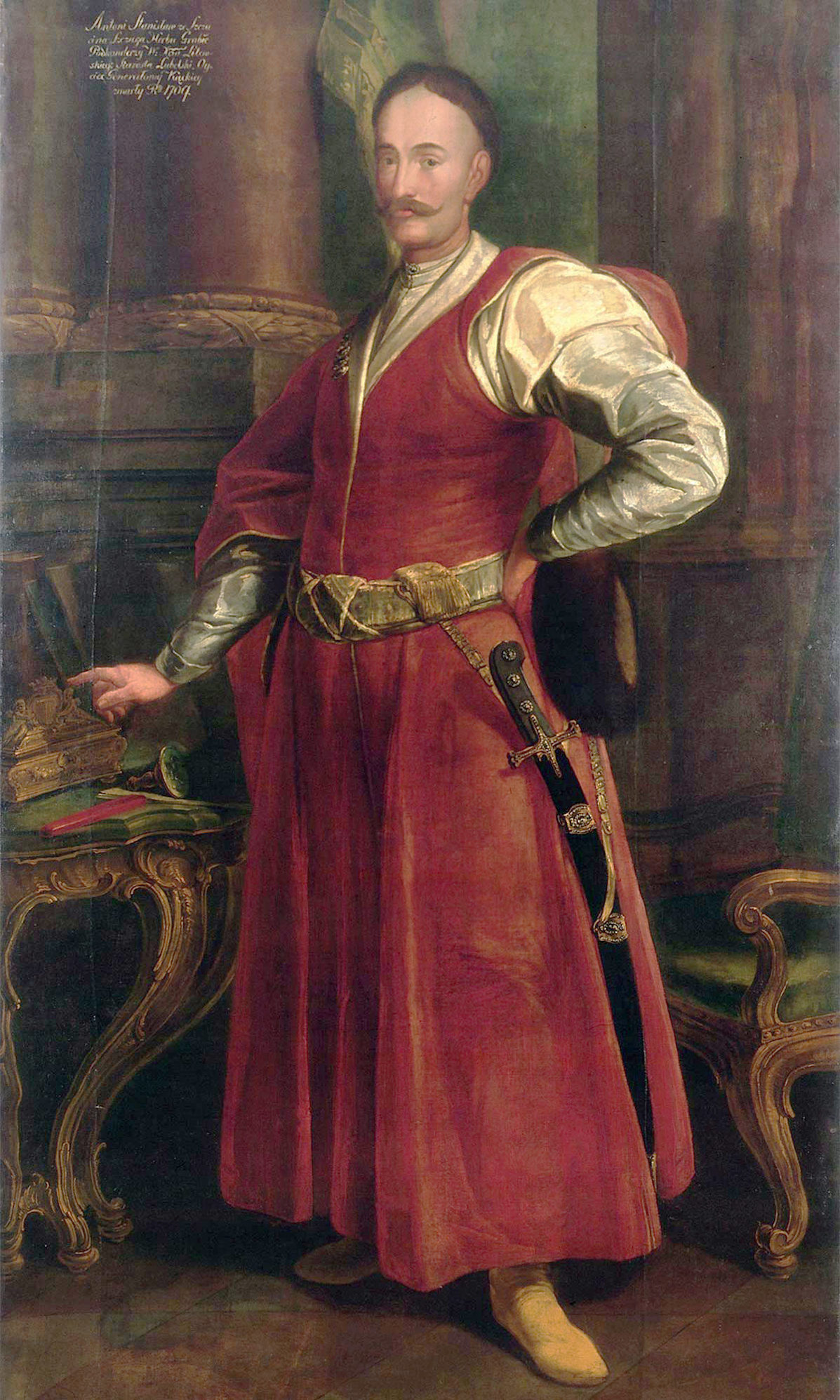
Stanisław Antoni Szczuka în straie de Sarmatian, purtând kontusz

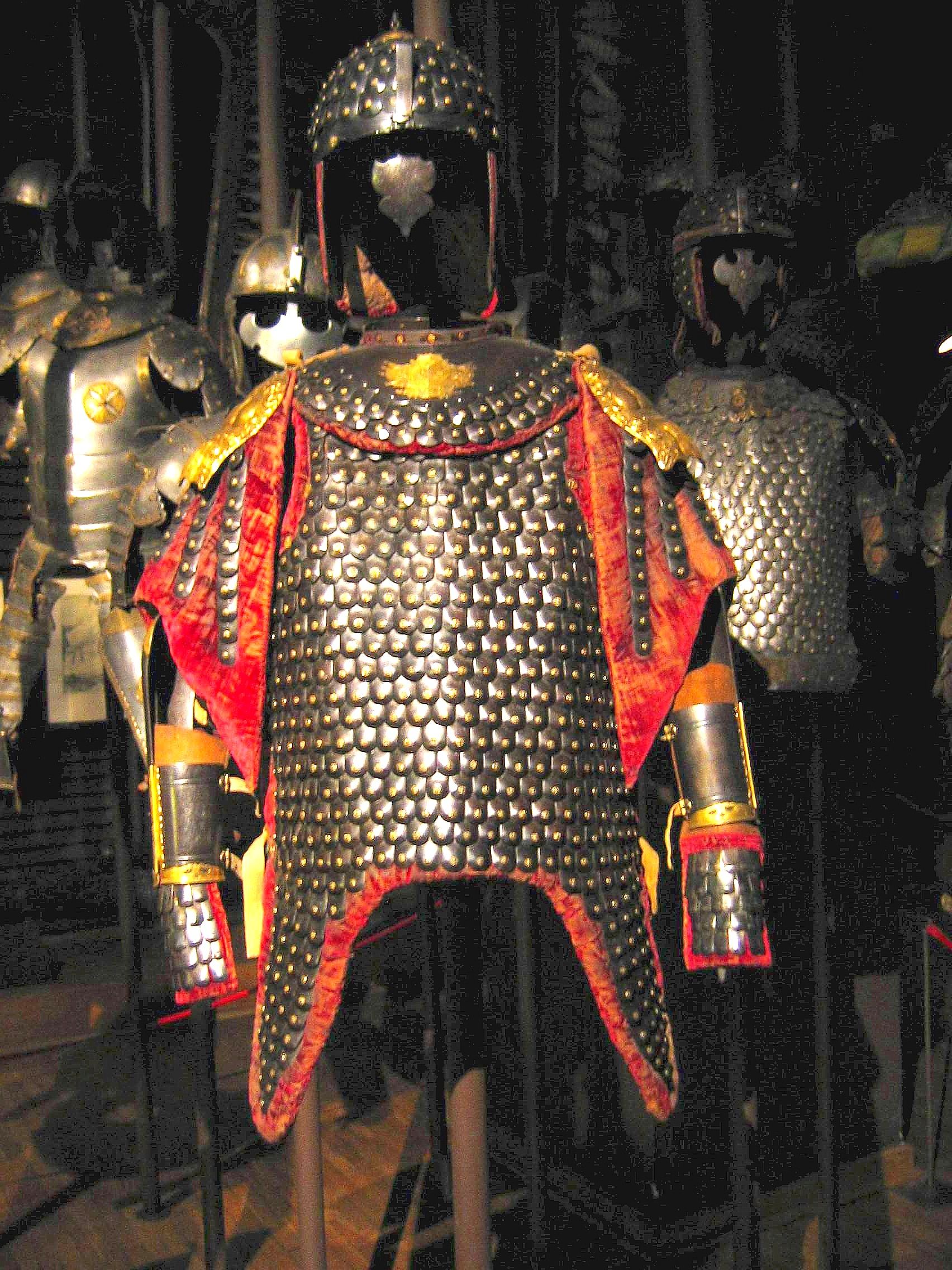
Armură în stilul sarmat Karacena

"Sarmatism" (cunoscut și ca, "Sarmatianism") este un termen care desemnează stilul de viață dominant, cultura și ideologia nobilimii poloneze, șleahta (szlachta) din perioada Uniunii statale polono-lituaniene din secolul al XV-lea până în secolul al XVIII-lea.
Împreună cu „Libertatea de Aur”, formau aspectul central al culturii Uniunii statale polono-lituaniene. La baza acestei idei stătea crezul că nobilimea poloneză este descendentă a sarmaților, popor antic ce s-a stabilit între Don și Ural , Teoria a fost celebrată de unii și aspru criticată de alții.
Termenul și cultura s-au reflectat în primul rând în literatura poloneză a secolului al XVII-lea, având rădăcinile în memoriile lui Jan Chryzostom Pasek, și poemele lui Wacław Potocki.
Nobilii polonezi (Szlachta) purtau o haină lungă cu marginile îmblănite, numită Żupan, cizme înalte și sabie (Szabla|szabla). Mustățile erau populare, de asemenea, precum și penele în pălăriile bărbaților. Un element inseparabil al costumului lor festiv era o sabie numită karabela.
În Polonia "sarmații" militau pentru statutul nobilimii, pentru egalitate între nobili ("Libertatea de Aur"), și  pentru independență în fața altor popoare.
Sarmatismul se mândrea cu victoriile din trecut ale armatei poloneze și pretindea nobililor polonezi să cultive tradiția. 
Sarmația (în poloneză Sarmacja) era un nume poetic semilegendar al Poloniei, la modă în secolul al XVIII-lea.
Sarmatismul a influențat foarte mult cultura, stilul de viață și ideologia nobilimii poloneze. El era unic prin amestecul său cultural între Europa de Est, Europa de Vest și tradițiile autohtone. Sarmatismul a influențat considerabil cultura nobililor din alte state contemporane - Ucraina, Moldova, Transilvania, Despotatul Serbiei, Regatul Ungariei,  Croația, Țara Românească și Cnezatul Moscovei. Criticat în timpul Iluminismului polonez, sarmatismul a fost reabilitat de către generațiile care au îmbrățișat romantismul polonez.
După ce a supraviețuit realismului literar din perioada  "pozitivistă" din Polonia, sarmatismul s-a bucurat de o revenire triumfală cu Trilogia lui Henryk Sienkiewicz, primul laureat al Poloniei cu Premiul Nobel pentru literatură (1905).

## Rădăcini istorice

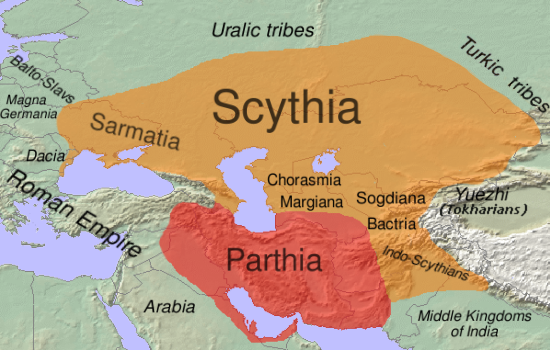
Sarmații

Termenul Sarmatism a fost folosit prima dată de către Jan Długosz în lucrarea sa din secolul al XV-lea din istoria Poloniei. Długosz a fost, de asemenea, responsabil pentru conectarea sarmaților la perioada preistorică a Poloniei și această idee a fost continuată de alți cronicari și de istorici, cum ar fi Marcin Bielski, Marcin Kromer, și Maciej Miechowita.
Tractatus de Duabus Sarmatiis al lui Maciej Miechowita]] a devenit o lucrare influentă în străinătate unde, pentru o perioadă de timp, a fost lucrarea de referință cel mai des citată în Uniunea statală polono-lituaniană.
În realitate, pretinșii strămoși ai Szlachta, sarmații, erau o confederație de triburi predominant iraniene care trăiau la nord de Marea Neagră. În secolul al V-lea i.Hr. Herodot a scris că aceste triburi erau descendenți ai sciților și amazoanelor. Sarmații au fost în mare parte amestecați cu goți și alte popoare în secolul al II-lea d.Hr., având puține legături puternice și directe cu Polonia. Cu toate acestea, astfel de probleme nu sunt simple.
Legenda a prins și s-a dezvoltat până când cei mai mulți din Uniunea statală polono-lituaniană au crezut că mulți nobili polonezi sunt oarecum descendenți ai sarmaților (Sauromates).
O altă tradiție venea din presupunerea că sarmații descind din Iafet, fiul lui Noe.